# Traiania simpatrica
Traiania simpatrica is een hooiwagen uit de familie Zalmoxioidae.